# 1138
1138 (MCXXXVIII) fue un año común comenzado en sábado del calendario juliano.

## Acontecimientos
- 22 de enero: en Italia, un terremoto devasta Benevento.
- 11 de octubre: en Ganza y Alepo (Siria) se registra un terremoto de 7,1, que deja un saldo de 230.000 muertos.
- En España, el rey Alfonso VII proclama el Ordenamiento de Nájera.

## Nacimientos
- Salah Ad-Din Yusuf, sultán de Egipto y Siria, conquistador de Jerusalén.

## Fallecimientos
- Avempace, médico y filósofo de Al-Ándalus.
- Anacleto II, antipapa.